# Paolo Meneguzzi
Paolo Meneguzzi, pseudonimo di Pablo Meneguzzo (Stabio, 6 dicembre 1976), è un cantante svizzero con cittadinanza italiana.
Ha raggiunto il successo agli inizi degli anni duemila, dove ha conquistato i vertici delle principali classifiche italiane e sudamericane, ha venduto oltre 2 milioni di dischi in tutto il mondo, realizzando più di 500 concerti. Nella sua carriera ha collezionato 20 dischi di platino, molti dischi d'oro, inciso 15 album di inediti e preso parte a cinque edizioni del Festival di Sanremo, cinque edizioni del Festival di Viña del Mar, nonché una partecipazione all'Eurovision Song Contest in rappresentanza della Svizzera.

## Biografia
Figlio unico di due emigrati italiani di Potenza Picena, riceve in regalo dal nonno la sua prima chitarra a 8 anni. Due anni più tardi debutta in una trasmissione televisiva per bambini condotta da Ettore Andenna nella rete televisiva Antennatre con la canzone Attacca al chiodo quel fucile e poi partecipa al Concorso per bambini della città di Lugano con la canzone Con l'amico Giacomino di Franco Renato Carenzio. Cresciuto a Stabio, consegue il diploma di Ragioneria e lavora a Lugano in un istituto bancario.
Nel 1994 partecipando ad un concorso per artisti emergenti incontra Massimo Scolari, produttore esecutivo e talent scout che lo seguirà agli inizi della carriera.

### Vittoria a Viña del Mar e successo in Sudamerica
Nel febbraio del 1996 invia il demo del brano Aria' Ario' al Festival di Viña del Mar in Cile; viene scelto in rappresentanza dell'Italia e vince la competizione internazionale. La vittoria lo catapulta nel mondo dei divi del continente latinoamericano.
Crea un team composto da Rosario Di Bella, che lo aiuta nei testi, Dino Melotti, coautore, Luca Mattioni per gli arrangiamenti e Massimo Scolari alla produzione esecutiva. Nel frattempo seguono tanti premi e concerti in tutto il Sudamerica dal Messico all'Argentina, dal Perù all'Uruguay.

### Debutto in Italia al Festival di Sanremo
Il debutto italiano avviene al Festival di Sanremo 2001 con la canzone Ed io non ci sto più scritta da Roberto Zappalorto, che si classifica in settima posizione tra le Nuove Proposte. Nello stesso anno pubblica con la Ricordi l'album Un sogno nelle mani, che nella versione spagnola per il Sud America, intitolata Un sueño entre las manos, contiene la canzone Un condenado te amo. Durante l'estate di quell'anno Meneguzzi in Italia vince Un disco per l'estate con la canzone Mi sei mancata e viene scelto dalla Coca-Cola per registrare, insieme a Carlotta, una pubblicità che verrà in seguito trasmessa in Italia come spot della famosa bibita.

### Successo in Italia conIn nome dell'amore,Verofalsoe l'albumLei è
Il primo singolo di successo in Italia è del 2002, In nome dell'amore, registrato all'Olympic Studio e al Metropolis Studio di Londra (gli stessi di Craig David e Madonna) con Will Malon alla direzione degli archi (già collaboratore di Dido, Verve, Kylie Minogue), mixato da Matt Howe (Westlife, Boyzone, 5ive, Elton John) e masterizzato da Miles Showell (All Saints, Ace of Base, UB 40, Faithless).
Nell'aprile del 2003 esce il singolo Verofalso che si rivela un buon successo radiofonico. A fine agosto 2003, con Verofalso, esce il singolo Lei è, un brano di grande effetto dedicato alla madre (che vede la partecipazione, tra l'altro, di Massimo Varini).
Dopo un'estate come ospite fisso del Festivalbar e la partecipazione al Vodafone Live Tour, organizzato dalla radio RTL 102.5, Pablo (così chiamato dai suoi fan più affezionati) pubblica il suo secondo album in italiano, Lei è, e successivamente (dopo la riedizione del 2004) registra anche le versioni francesi e spagnole dei singoli. L'album è prodotto dall'etichetta indipendente di Massimo Scolari Around the Music (che si occuperà di Meneguzzi fino all'album Corro via) e distribuito da Sony BMG/Ricordi.
Nel 2004 Meneguzzi partecipa nuovamente al Festival di Sanremo con il singolo inedito Guardami negli occhi (prego), classificatosi alla quarta posizione; nella serata dedicata alle cover il cantante ha interpretato Adesso tu di Eros Ramazzotti.
Guardami negli occhi (prego) è stato al centro di una controversia discografica: la Sony BMG, che distribuisce e ha i diritti sulle composizioni di Meneguzzi, decide di non concedere l'inclusione della canzone nella raccolta ufficiale del Festival pubblicata da Rai Trade e Universo, per supportare l'opposizione della FIMI all'edizione 2004 della kermesse. Meneguzzi, vittima di questa disputa, rinuncia comunque alle forme di protesta sul palco dell'Ariston annunciate prima della manifestazione e vede il suo brano pubblicato poco dopo il Festival da Around the Music come singolo e in una nuova edizione dell'album Lei è, contenente, tra l'altro, anche un altro inedito (futuro singolo estivo), Baciami, una nuova versione di Una regola d'amore e un remix di Lei è.
Il 27 giugno inizia il Lei è Tour, che parte da Bellinzona (Svizzera), e tocca durante tutta l'estate Italia e Svizzera. Durante l'estate è nuovamente ospite fisso al Festivalbar, oltre che artista di punta del Vodafone Live Tour di RTL 102.5. A settembre esce il sesto singolo estratto dall'album Lei è, Una regola d'amore. Il 18 ottobre esce in Francia il singolo Au nom de l'amour (versione francese di In nome dell'amore), cantato in duetto con Ophélie Cassy, e nel mese di novembre pubblica la versione francese dell'album Lei è, Elle est.

### AlbumFavolae altri successi
Nel 2005 è ancora al Festival di Sanremo con il brano Non capiva che l'amavo, che nella terza serata viene proposto in duetto con Luca Dirisio. Il 4 marzo esce l'album Favola, trainato dal successo del brano sanremese. L'album contiene il brano Da figlio a padre, dedicato al genitore. Dall'album sono stati estratti come singoli anche i brani Sara e Lui e Lei. Pochi mesi dopo viene pubblicata la versione spagnola dell'album Lei è, Ella es, in Sud America. Trascorre l'estate 2005 tra l'Italia e la Svizzera con il Favola Tour, chiudendo anche il concerto delle Notti Bianche di Milano davanti al Duomo.

### Sanremo con la hitMusica
Partecipa al Festival di Sanremo 2007 con la canzone Musica classificandosi al sesto posto, raccogliendo consensi e l'approvazione del presentatore e direttore artistico del Festival Pippo Baudo, che la definisce Il manifesto del Festival di Sanremo. Nella serata dei duetti, ripropone il brano con Nate James, e tale versione viene pubblicata anche nella nuova edizione del singolo Musica a maggio e nell'album Kingdom Falls dell'artista britannico.
Il 9 marzo 2007 esce l'omonimo album Musica, il quarto italiano di Paolo, dal quale verranno estratti anche il singolo estivo Ti amo ti odio e il successivo Ho bisogno d'amore.
Il 21 aprile parte il Musica Tour, da Biasca, in Svizzera, del quale, durante tutta l'estate, realizza moltissime date in Italia. Durante il tour Paolo è accompagnato da una band di quattro musicisti costituita da: Simone Bertolotti alle tastiere, Andrea Polidori alla batteria, Marco Mariniello al basso e Michele Quaini alle chitarre, e da quattro ballerini (l'impiego dei quali, dal 2003, caratterizza le sue esibizioni dal vivo): Roberto Archetti, Tiziana Vitto, Sara Merico e Mauro Marchese.
A fine anno viene annunciata la sua partecipazione all'Eurovision Song Contest 2008 in rappresentanza del suo paese natale, la Svizzera, con la canzone Era stupendo (arriverà in semifinale); la canzone, dovendo essere inedita solo nel momento della selezione ma non in quello della partecipazione all'evento, viene presentata in anteprima agli Swiss Awards.
Il 30 novembre pubblica il suo primo DVD e cd dal vivo, Live Musica Tour, registrato durante il concerto di Biasca.

### Sanremo conGrande, l'albumCorro viae l'Eurovision Song Contest a Belgrado conEra stupendo

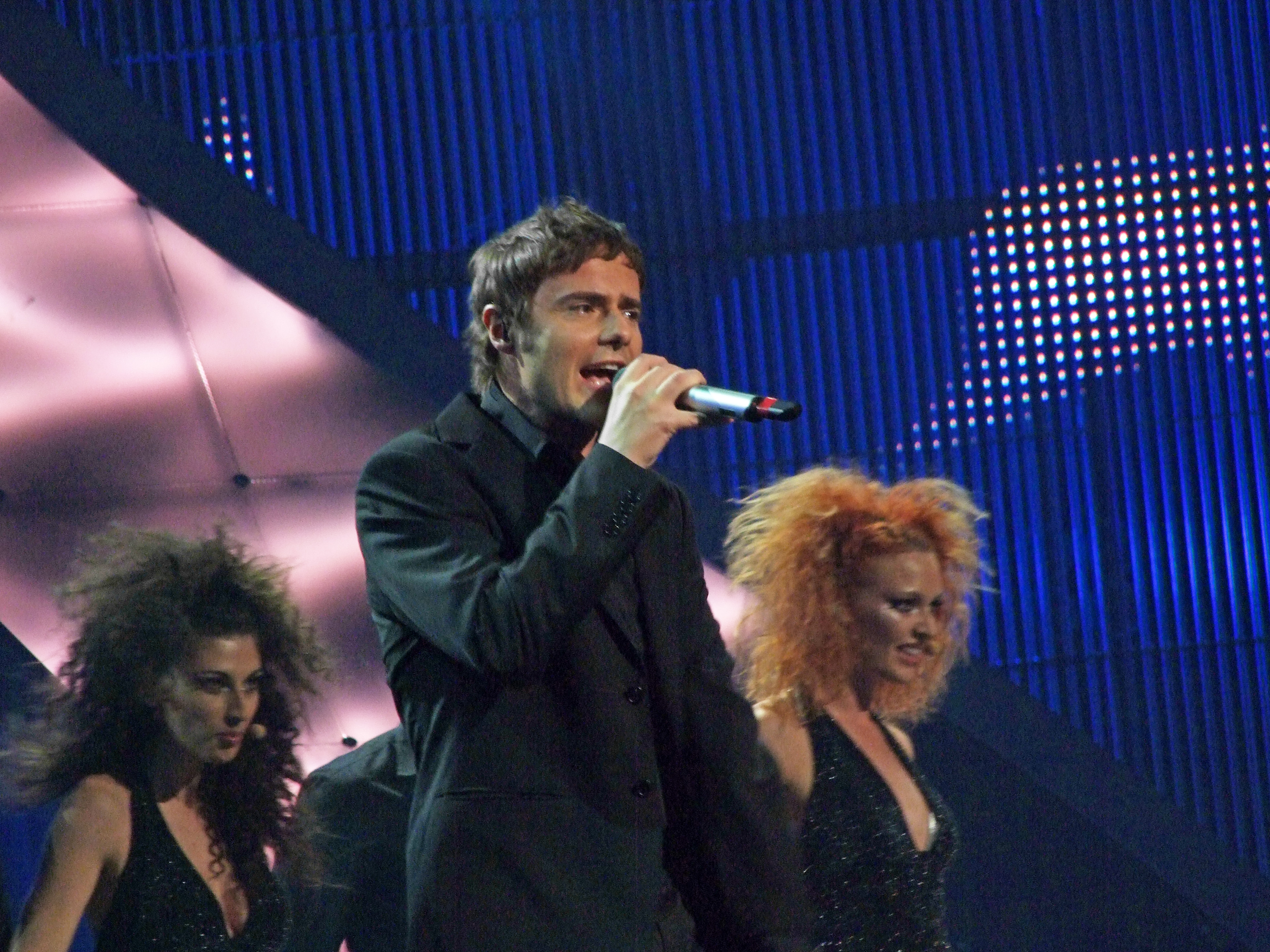
Paolo Meneguzzi all'Eurovision Song Contest 2008

Nel 2008 partecipa al Festival di Sanremo con la canzone Grande, scritta in collaborazione con il cantautore Gatto Panceri (nella terza serata del Festival la canterà con Tony Hadley degli Spandau Ballet), classificandosi per la seconda volta al sesto posto.
Il 14 marzo dello stesso anno, due settimane dopo la fine del Festival, esce il suo quinto album in italiano Corro via. Undici tracce dell'album (sulle dodici totali) sono state scritte, come il brano sanremese Grande, insieme con Gatto Panceri.
A giugno, un mese dopo la partecipazione alla semifinale dell'Eurovision Song Contest a Belgrado in rappresentanza della Svizzera, esce il singolo Era stupendo e viene cantato da Paolo durante i TRL Awards 2008 svoltisi in Piazza del Plebiscito a Napoli. La partecipazione all'Eurovision Song Contest permette a Meneguzzi e al suo brano, per la prima volta nella carriera, di avere visibilità e grande successo anche nel resto d'Europa. Il 6 giugno da Rende (Cosenza), parte il Corro via Tour, che riscuoterà un discreto successo in Italia, nel quale Paolo è accompagnato dalla stessa band che suonava con lui durante il Musica Tour, ma questa volta senza ballerini.

### Debutto statunitense e ritorno in Sud America
Il 29 luglio 2008 viene pubblicata in America Música, raccolta che contiene il meglio della produzione degli ultimi anni dell'artista cantata in lingua spagnola (contiene, infatti, le versioni spagnole di brani tratti da Lei è e Musica). L'album, supportato dall'etichetta RM Entertainment di Ricky Martin e Bruno Del Granado, è anticipato dal singolo Tú eres música (versione in spagnolo del successo Musica) e, grazie alla collaborazione con l'artista portoricano, è il primo album della carriera di Meneguzzi ad essere pubblicato anche negli Stati Uniti.
Nello stesso periodo, intervallando il Corro via Tour italiano, Paolo realizza dei concerti anche a Toronto (Canada) nell'ambito del Chin International Picnic, accompagnato dai suoi ballerini.
Il grande successo riscosso da Tú eres música porta Meneguzzi a registrarne anche una versione cantata per metà in lingua inglese, ispirata a quella incisa nel 2007 con Nate James: You are the music (Tú eres música) e presente anche nella versione digitale dell'album Música. L'11 settembre esce il singolo italiano Vai via, il terzo estratto dall'album Corro via, ma non supportato da alcun videoclip musicale. Il 20 febbraio 2009 esce il cd L'Opportunità, che segue la partecipazione di Pupo, Paolo Belli e Youssou N'Dour al Festival di Sanremo di quell'anno, in cui i tre artisti interpretano, accompagnanti da membri della Nazionale italiana cantanti (di cui Meneguzzi fa parte), alcuni dei più celebri brani della musica italiana. Il 26 febbraio ritorna al Festival di Viña del Mar in Cile come Presidente della Giuria Internazionale, e si esibisce cantando dopo artisti come Santana e Simply Red.

### Miamie la svolta elettropop
A partire da marzo 2010, Paolo mette due webcam nel suo studio di registrazione per rendere più partecipi i suoi fan durante l'incisione del nuovo cd composto negli Stati Uniti. Inoltre il suo sito ufficiale diventa una community nella quale i fan possono incontrarsi e condividere foto, video, pensieri e notizie.
Dal 30 aprile è in rotazione radiofonica e in digital download il singolo Imprevedibile. Il 30 maggio, due giorni prima dell'uscita del nuovo album, parte da Lariano (Roma) il Miami Tour, che si protrae per tutta l'estate portando Meneguzzi ad esibirsi in concerto in tutta Italia accompagnato dal collaboratore e coautore di molti dei suoi brani Renato Droghetti alle tastiere, con Nicola Cipriani alle chitarre, Andy Eynaud alla batteria e i ballerini Tiziana Vitto, Sara Merico e Mauro Marchese.
Il 1º giugno esce l'album Miami, il primo autoprodotto dall'artista (a nome di PM Productions) e distribuito da Sony Music, interamente improntato sullo stile di Imprevedibile. Nello stesso anno viene pubblicato in Svizzera Stella Bianconera, nuovo inno dell'Hockey Club Lugano, composto ed eseguito dallo stesso Meneguzzi e Leo Leoni, chitarrista del gruppo Gotthard, per celebrare i 70 anni del club. A partire dal 26 dicembre viene trasmesso dalle radio il secondo singolo estratto da Miami, Se per te, un brano sulla scia stilistica di Imprevedibile.

### Sì o no? Questo è il problemaeBest of: sei amore
Sempre a dicembre, Meneguzzi annuncia l'uscita del suo primo libro, un misto fra autobiografia e romanzo, scritto con la collaborazione di Mattia Bertoldi e intitolato Sì o No? Questo è il problema. Il libro, pensato come regalo per i fan a quindici anni dall'inizio della carriera di Paolo con la partecipazione al Festival di Viña del Mar, esce il 10 dicembre in Svizzera (con Fontana Edizioni) e nel 2011, a maggio - inizialmente era stato previsto per febbraio -, in Italia (con Aliberti Editore).
Dal 6 maggio è disponibile in Italia per il download digitale il singolo Sei amore (in airplay radiofonico in Svizzera già dalla fine di aprile), scritto in collaborazione con il cantautore rock Simone Tomassini, che anticipa l'uscita della prima raccolta di Meneguzzi pubblicata il 24 aprile e intitolata, appunto, Best of: sei amore. Questo disco contiene i suoi più grandi successi (tra cui Aria' Ario', per la prima volta pubblicata in Europa) e 2 brani inediti, anche questa concepita per celebrare i 15 anni di carriera dell'artista.
Il 23 aprile parte dal Palaghiaccio di Biasca il Sei amore Best of Tour, che durante l'estate tocca tutta l'Italia. Durante il concerto vengono presentati i due inediti della raccolta, Sei amore e Love. In questo tour Meneguzzi è accompagnato da Renato Droghetti alle tastiere, Nicola Cipriani alle chitarre e Max Avesani alla batteria, con Mauro Marchese in veste di ballerino e coreografo ed Eugenia Goria e Maddalena Malizia (concorrente della nona edizione talent show Amici di Maria De Filippi) nei ruoli di corsite e ballerine.
Durante l'estate decide anche di tornare alla sua passione giovanile di DJ e, con la prestigiosa agenzia Sold Out Management, realizza una serie di DJ set accompagnato dai ballerini Mauro Marchese e Maddalena Malizia nelle più importanti discoteche italiane e ticinesi, attività che proseguirà sporadicamente anche durante l'anno successivo. Inoltre, a gennaio 2012, scrive e produce per Magdalena (nome d'arte di Maddalena Malizia) il brano dance Sex Game.

### Mi misiónper l'America eFragileper l'Italia
Il 14 giugno negli Stati Uniti e in America Latina viene pubblicato il singolo Mi misión (versione in spagnolo del brano La mia missione contenuto nell'album Miami), che anticipa l'omonimo album in uscita per il mercato americano. Il 5 agosto viene pubblicato dal canale Vevo di Meneguzzi su YouTube il videoclip del brano (del quale era stata girata anche una versione per il brano italiano, mai pubblicata).
L'8 novembre esce l'album benefico Acqua di Natale di Enzo Iacchetti, che vede la partecipazione di artisti come Mina, Claudio Baglioni, Lucio Dalla, Roberto Vecchioni, Enrico Ruggeri, Maria De Filippi, Giobbe Covatta e lo stesso Meneguzzi, che interpreta, insieme con Iacchetti, L'Aura, Silvia Olari e i Madback, il brano Vorrei qualcosa in più.
Durante tutto l'inverno Meneguzzi lavora al nuovo album per il mercato italiano e il 15 aprile 2012 parte da Sternatia (Lecce) il Fragile Tour 2012, con gli stessi musicisti e ballerini del Best of Tour. La tournée sarebbe dovuta essere supportata dall'uscita del singolo Fragile e dell'omonimo album, le cui pubblicazioni sono state però improvvisamente rimandate a dopo l'estate, rendendo così di fatto il tour estivo una continuazione di quello dell'anno precedente. La tournée fa tappa anche a Sharm el-Sheikh, in Egitto. L'album Mi misión, dopo alcuni ritardi, viene pubblicato in America il 1º maggio 2012 con la produzione esecutiva di Meneguzzi (per PM Production) e Massimo Scolari, il management di Bruno Del Granado per l'etichetta di Ricky Martin RM Entertainment Group e la distribuzione di Sony Music Latin. Il 31 agosto, in un doppio evento speciale che vede i Modà esibirsi in concerto dopo di lui, tiene un live acustico a Biasca, in Svizzera, nel quale rende anche omaggio a Lucio Dalla, scomparso pochi mesi prima, interpretando la sua Caruso.
Il 21 settembre esce in Italia, Svizzera e Francia il singolo Fragile, scritto con Tony Maiello, il cui videoclip era stato presentato in anteprima il giorno precedente sul sito di TGcom24. Meneguzzi presenta il brano anche il 28 ottobre allo Stadio Artemio Franchi di Firenze, cantandolo per l'associazione umanitaria Save the Children durante l'intervallo della partita di calcio Fiorentina-Lazio.
Nei mesi di novembre e dicembre 2012, intraprende il tour Paolo Meneguzzi In Live, sponsorizzato da Casinò Lugano, che lo vede esibirsi per dieci date in dimensione acustica con la sua band (Renato Droghetti alle tastiere, Nicola Cipriani alle chitarre, Max Avesani alle percussioni ed Eugenia Goria ai cori) nei centri commerciali più grandi della Lombardia. Durante i concerti Meneguzzi propone, oltre al singolo Fragile, versioni rivisitate dei suoi più grandi successi e di brani dei suoi album mai pubblicati come singoli, cover di canzoni di altri artisti (Come mai degli 883 e Questo piccolo grande amore di Claudio Baglioni) e gli inediti Balla l'oca (brano ironico che avrebbe dovuto essere pubblicato come singolo estivo per accompagnare l'uscita dell'album Fragile nel 2013) e Delirio.

### La vita cos'èe l'albumZero
Nel periodo successivo, che porta a un ulteriore rinvio dell'uscita del nuovo album, Meneguzzi scrive con Renato Droghetti una nuova canzone che decide di pubblicare come singolo per l'estate al posto della prevista Balla l'oca, ovvero La vita cos'è.
Il brano, che vanta le collaborazioni di Matt Howe (già tecnico di Elton John, Michael Jackson e dello stesso Meneguzzi) e Max Marcolini (chitarrista, arrangiatore e braccio destro di Zucchero Fornaciari), viene pubblicato in digital download il 19 aprile. Il 2 maggio viene presentato sul sito di TGcom24 il videoclip del brano.

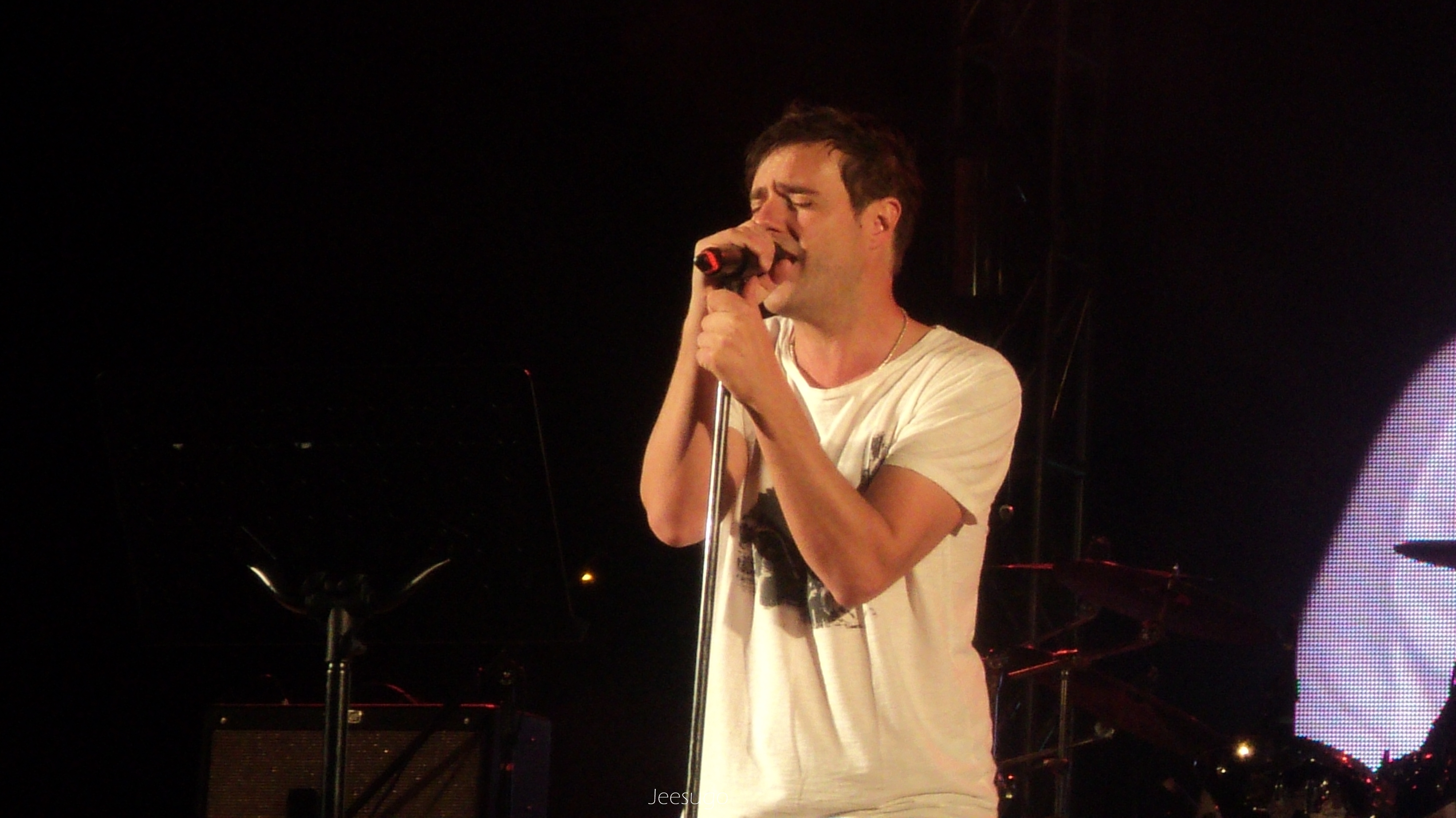
Paolo Meneguzzi in Cile nel 2014

Il 24 aprile parte La vita cos'è Tour, in cui Paolo propone, accompagnato dalla band delle tournée precedenti e da Mauro Marchese ed Eugenia Goria in veste di ballerini e coristi, i suoi successi, brani del nuovo album già cantati in occasioni precedenti e canzoni meno famose del suo repertorio. Il 2014 per Paolo Meneguzzi si apre con una mini tournée e un ritorno in Cile con visita a Viña del Mar, per poi proseguire con un Fantastico Zero Tour nell'estate italiana e un finale di anno con un nuovo tour in Sud America e un singolo (Rosa sin espinas) nelle radio sudamericane registrato in duetto con Marcos Llunas, scrittore e interprete di vari brani noti nell'ambito romantico latino.
Il 15 giugno 2016 è uscito il singolo Sogno d'estate, disponibile in tre versioni (nato in spagnolo, tradotto in italiano e in un mix di spagnolo e italiano).
Nel 2018 collabora con il rapper ticinese Maxi B alla realizzazione di un nuovo singolo intitolato Lunapark e insieme al cantante Simone Tomassini alla realizzazione del singolo Estate Rock & Roll. Nel 2019 pubblica il singolo Supersonica. Nel 2020 è la volta di un altro singolo, Il coraggio.

## Partecipazioni al Festival di Sanremo
- Festival di Sanremo 2001: con Ed io non ci sto più (R. Zappy) - 7º posto (Categoria Nuove Proposte)
- Festival di Sanremo 2004: con Guardami negli occhi (prego) (P. Meneguzzi, Rosario Di Bella, Dino Melotti, Luca Mattioni) - 4º posto
- Festival di Sanremo 2005: con Non capiva che l'amavo (P. Meneguzzi, R. Di Bella, D. Melotti) - Non finalista
- Festival di Sanremo 2007: con Musica (P. Meneguzzi, D. Melotti, R. Di Bella) - 6º posto
- Festival di Sanremo 2008: con Grande (P. Meneguzzi, D. Melotti, Gatto Panceri) - 6º posto

### Partecipazioni ad altri eventi canori significativi
- 1996 – Festival di Viña del Mar (Cile): con Aria' Ario' (P. Meneguzzi, D. Melotti) - Vincitore
- 1997 – Festival di Viña del Mar (Cile): Ospite con 4 canzoni
- 1998 – Festival di Viña del Mar (Cile): Ospite in concerto
- 1998 – Festival di Acapulco (Messico)
- 1998 – MTV Awards (Colombia)
- 1998 – Festival de Mar del Plata (Argentina)
- 2000 – Festival di Viña del Mar (Cile): Ospite con Aria' Ario'
- 2001 – Un disco per l'estate (Italia): con Mi sei mancata - Vincitore
- 2003 – Festivalbar (Italia): Ospite con Verofalso
- 2004 – Festivalbar (Italia): Ospite con Baciami
- 2005 – 50 canzonissime (Italia): Ospite con Acqua azzurra, acqua chiara (di Lucio Battisti)
- 2008 – Swiss Awards (Svizzera): Ospite con Era stupendo (P. Meneguzzi, Vincenzo Incenzo)
- 2008 – TRL Awards (Italia): Ospite con Era stupendo
- 2008 – Eurovision Song Contest (Svizzera): con Era stupendo – Semifinalista
- 2009 – Festival di Viña del Mar (Cile) 50º anniversario: Ospite e Presidente della Giuria Internazionale
- 2011 – Ciak... si canta! (Prima puntata) (Italia): con La terra dei cachi (degli Elio e le Storie Tese)

## Controversie e critiche
Nel 2010 Paolo Meneguzzi è stato criticato da alcuni siti gay per la frase: «La scelta sessuale poco conta».
Sempre nel 2010 è stato riscontrato dal programma televisivo  Le Iene che la sua canzone Imprevedibile era molto simile a Womanizer di Britney Spears.
Nel 2015 ha dovuto rispondere alle accuse di aver condizionato le selezioni regionali dell'Eurovision Song Contest per la Svizzera, insieme all'altro giurato Simone Tomassini; entrambi avrebbero favorito due artisti.

## Altre attività

### Autore di canzoni
- Ha scritto per la cantante statunitense Kristen Knight i brani Dead or alive, Goodbye e Sugary Bitter (questi ultimi due diventati poi rispettivamente in italiano Il tuo addio e Dolce amor per l'album Miami).
- Nel 2012 ha scritto per la cantante Marilise la canzone Nobody.[40] Il brano, ispirato ad una storia vera di violenza su una ragazza, è arrivato alla finale regionale della Svizzera italiana per l'Eurovision Song Contest 2013.

### Radio e televisione
- La piattaforma televisiva Sky ha realizzato uno speciale intitolato Paolo Meneguzzi - La favola di Sanremo dedicato alla sua partecipazione al Festival di Sanremo 2005, in cui veniva seguito dalle telecamere della pay tv satellitare fra preparazione delle esibizioni, impegni discografici, studio dell'immagine e del look, e momenti di relax.[41][42]
- Ha commentato, insieme con la modella e conduttrice Clarissa Tami, la semifinale del 22 e la finale del 26 maggio dell'Eurovision Song Contest 2012 per le televisioni RSI LA1 e RSI LA2, dopo che aveva già commentato la finale di Kreuzlingen delle selezioni svizzere per la competizione.[43][44][45]
- Dal 30 gennaio 2013 ha condotto con Christian Testoni e Alessandro Bertoglio, al mercoledì sera, il programma di musica e intrattenimento Cilp Me 2.0 su Radio RSI Rete Tre.[46]

### Pubblicità
- Nel 2004 ha partecipato a una pubblicità televisiva per il canale Video Italia, col brano Una regola d'amore.[47]
- A gennaio 2013 registra come testimonial di Kia Motors Ticino (Svizzera) alcuni spot televisivi per l'automobile Kia Cee'd.[48][49]

### Videogiochi
- Nel 2005 è diventato, unica celebrità di lingua italiana, un personaggio scaricabile gratuitamente online del videogioco di simulazione The Sims 2: Nightlife. Con la tecnologia di questo videogame il cantante ha realizzato il videoclip del brano Lui e lei, estratto in quel periodo come terzo singolo dall'album Favola.

### Altro
- Dal 2004 gioca nella Nazionale italiana cantanti nel ruolo di attaccante.
- Nel 2005 ha tenuto una rubrica intitolata Le mie Favole nel mensile Girlfriend.
- Nel 2007, quale parte delle sue attività da imprenditore, acquista anche la filiale luganese dei Grandi Magazzini Manor.
- Il 21 marzo 2013 partecipa al 56º Festival del Miccio Canterino, manifestazione del Palio dei Micci di Querceta (LU), insieme con altri artisti come Sonohra, Giò Di Tonno, Pago e Bianca Atzei. Si classifica all'ottavo posto[50] interpretando il brano inedito Come il vento[51][52] in rappresentanza della contrada del Pozzo.
- Nel 2015 apre e inaugura la Pop Music School in Ticino.[53]

## Discografia

### Discografia italiana
Album in studio
- 2001 – Un sogno nelle mani
- 2003 – Lei è
- 2004 – Lei è 2004
- 2005 – Favola
- 2007 – Musica
- 2008 – Corro via
- 2010 – Miami
- 2013 – Zero

Album dal vivo
- 2007 – Live Musica Tour

Raccolte
- 2011 – Best of: sei amore

Singoli
- 2001 – Ed io non ci sto più
- 2001 – Mi sei mancata
- 2001 – Quel ti amo maledetto
- 2002 – In nome dell'amore
- 2003 – Verofalso
- 2003 – Lei è
- 2004 – Guardami negli occhi (prego)
- 2004 – Baciami
- 2004 – Una regola d'amore
- 2005 – Non capiva che l'amavo
- 2005 – Sara
- 2005 – Lui e lei
- 2007 – Musica
- 2007 – Ti amo ti odio
- 2007 – Ho bisogno d'amore
- 2008 – Grande
- 2008 – Era stupendo
- 2008 – Vai via
- 2010 – Imprevedibile
- 2010 – Se per te
- 2011 – Sei amore
- 2012 – Fragile
- 2013 – La vita cos'è
- 2016 – Sogno d'estate
- 2018 – Lunapark (con Maxi B)
- 2018 – Estate rock & roll (con Simone Tomassini)
- 2019 – Supersonica
- 2020 – Il coraggio
- 2020 – Nel silenzio

### Discografia spagnola
Album in studio
- 1996 – Por amor
- 1997 – Paolo
- 1997 – Solo para ti
- 1999 – Emociones
- 2001 – Un sueño entre las manos
- 2005 – Ella es
- 2007 – Música
- 2012 – Mi misión

Singoli
- 1996 – Aria' Ario'
- 1996 – La primera vez
- 1996 – Loco loco
- 1996 – Eres el fin del mundo
- 1996 – Golpes bajos
- 1997 – Si enamorarse
- 1998 – Por una como tú
- 1998 – Aire de fiesta
- 1999 – Mi libre canción
- 1999 – Sabor de sal
- 2001 – Y yo no aguanto más
- 2001 – Un condenado te amo
- 2001 – Tú me faltabas
- 2005 – Ella es
- 2005 – Mírame a los ojos
- 2005 – Bésame
- 2008 – Tú eres música
- 2009 – Te amo te odio
- 2011 – Mi misión
- 2016 – Dedicada a ti
- 2016 – Verano
- 2019 – Una en un millón

### Discografia francese
Album in studio
- 2004 – Elle est

Singoli
- 2002 – Au nom de l'amour (In nome dell'amore) (feat. Ophélie Cassy)
- 2003 – Elle est
- 2004 – Prends mon corps et ma vie

## Videografia

### Video musicali
| Anno | Titolo                                                                        | Regista/i          |
| ---- | ----------------------------------------------------------------------------- | ------------------ |
| 1996 | Aria' Ario'                                                                   |                    |
| 1996 | Eres el fin del mundo                                                         |                    |
| 1998 | Por una como tú                                                               |                    |
| 1999 | Mi libre canción                                                              |                    |
| 2001 | Ed io non ci sto più / Y yo no aguanto más                                    | Cosimo Alemà       |
| 2001 | Mi sei mancata / Tú me faltabas                                               |                    |
| 2001 | Quel ti amo maledetto / Un condenado te amo                                   |                    |
| 2002 | In nome dell'amore                                                            |                    |
| 2002 | Au nom de l'amour (In nome dell'amore) (feat. Ophélie Cassy)                  |                    |
| 2003 | Verofalso                                                                     | Gaetano Morbioli   |
| 2003 | Lei è / Elle est / Ella es                                                    | Gaetano Morbioli   |
| 2004 | Guardami negli occhi (prego) / Prends mon corps et ma vie / Mirame a los ojos | Gaetano Morbioli   |
| 2004 | Baciami / Bésame                                                              | Gaetano Morbioli   |
| 2004 | Una regola d'amore / Una regla de amor                                        | Gaetano Morbioli   |
| 2005 | Non capiva che l'amavo                                                        | Gaetano Morbioli   |
| 2005 | Sara                                                                          | Gaetano Morbioli   |
| 2005 | Lui e lei                                                                     | Gaetano Morbioli   |
| 2007 | Musica / Tu eres musica                                                       | Gaetano Morbioli   |
| 2007 | Ti amo ti odio / Te amo te odio                                               | Gaetano Morbioli   |
| 2008 | Grande                                                                        | Gaetano Morbioli   |
| 2008 | Era stupendo                                                                  | Gaetano Morbioli   |
| 2008 | Vai via                                                                       |                    |
| 2010 | Imprevedibile / Imprevisible                                                  | Valentina Be       |
| 2011 | Sei amore                                                                     | Leonardo Tranchino |
| 2011 | Mi misión                                                                     |                    |
| 2012 | Fragile                                                                       | Mike Colemberger   |
| 2013 | Zero                                                                          | A. Luket           |
| 2013 | La vita cos'è                                                                 | Alberto Meroni     |
| 2016 | Dedicada a ti                                                                 |                    |
| 2016 | Sogno d'estate                                                                |                    |
| 2018 | Lunapark (con Maxi B)                                                         | Michel Galati      |
| 2018 | Estate Rock & Roll (con Simone Tomassini)                                     | The Superstars     |
| 2020 | Il coraggio                                                                   |                    |
| 2020 | Nel silenzio                                                                  |                    |